# Paramedetera borneensis
Paramedetera borneensis är en tvåvingeart som beskrevs av Patrick Grootaert och Henk J.G. Meuffels 1997. Paramedetera borneensis ingår i släktet Paramedetera och familjen styltflugor. Inga underarter finns listade i Catalogue of Life.